# Ryōichi Sasakawa

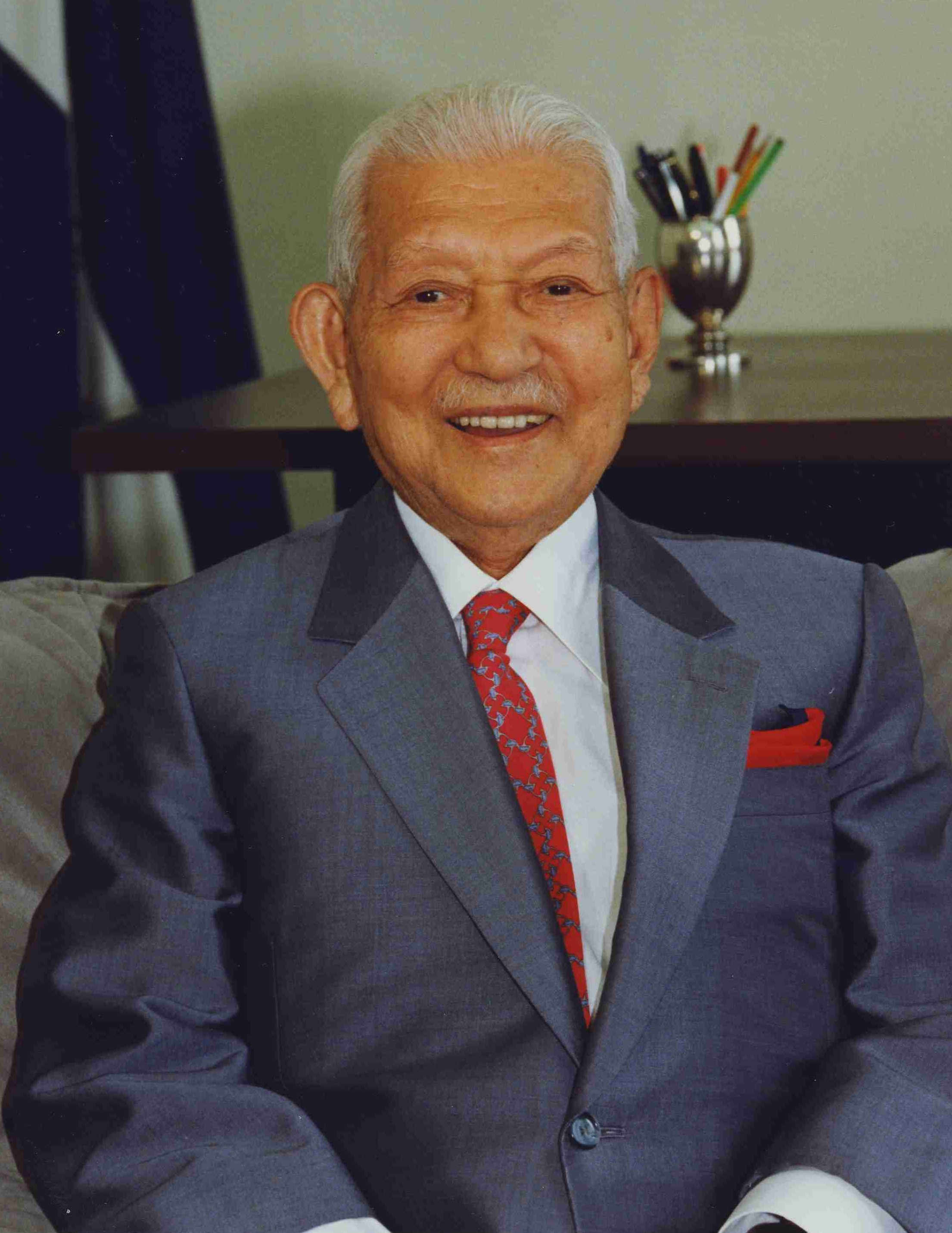
Ryōichi Sasakawa

Ryōichi Sasakawa (笹川 良一, Sasakawa Ryōichi, * 4. Mai 1899 in Minō; † 18. Juli 1995 in Tōkyō) war ein japanischer ultranationalistischer Politiker, Kriegsverbrecher, Unternehmer und Sportfunktionär.

## Leben
Ryōichi Sasakawa wurde reich durch Spekulationen auf lokalen Reismärkten. 1927 gründete er die Kokubōsha (国防社, Gesellschaft zur Landesverteidigung) und 1931 die Kokusui Taishūtō (国粋大衆党, Nationalistische Massenpartei), zwei ultranationalistische Organisationen.
1931 besetzte Japan die chinesische Provinz Mandschurei. Sasakawa organisierte eine Armee von 150.000 Milizionären, die an Plünderungen teilnahmen und manchmal mit der faschistischen Organisation Kodama Kikan, die sein Freund Yoshio Kodama führte, kooperierte, um Exporte strategischer Ressourcen zu kontrollieren. Mit seiner 20 Flugzeuge umfassenden Luftlandeeinheit und einem Flughafen in Ōsaka war er im Opiumhandel aktiv.
Er wurde 1936 verhaftet, da er ein Verbrechersyndikat organisiert habe. Nach der Freilassung festigte er den Einfluss in politischen Kreisen. 1939 traf er, um ein Bündnis Italiens mit Japan zu bilden, Mussolini, den er den „perfekten Faschisten und Diktator“ nannte. Daher ließ er seine Milizen schwarz uniformiert marschieren. Ab 1942 strebte er, nun als Parlamentarier, intensivere Militäroperationen in Südostasien an.
1945 war er einer der Insassen der „Klasse A“ im Sugamo-Gefängnis, wie auch Yoshio Kodama und Nobusuke Kishi, ein späterer wichtiger Funktionär der Liberaldemokratischen Partei und Shiro Ishii, der unmenschliche Biowaffen-Versuche im Camp 731 des Häftlingslagers Harbin an chinesischen Gefangenen sowie ab 1942 auch an Gefangenen der USA und der UdSSR leitete. Die CIA beschrieb Kodama und Sasakawa 1946 wie folgt:
„Kodamas lange Verwicklung in ultranationalistische Aktivitäten, manchmal gewalttätiger Art, und seine Fähigkeit, die Jugend um sich zu vereinen, machen ihn zu einem Mann, der wahrscheinlich eine größere Gefahr für die Sicherheit darstellen wird. Sasakawa ist eine potentielle Bedrohung für Japans Zukunft (…). Als reicher Mann hat er keine Skrupel, sein Vermögen zu verwenden... Er kann die Seiten wechseln, um jede Gelegenheit zu nutzen“
Der Ex-Kriegsverbrecher, der die Haft in Sugamo einen «Urlaub» nannte, wurde 1948, wie auch Shiro Ishii und Yoshio Kodama, freigelassen. Die Kriminellen der „Klasse A“ banden ihre Netzwerke nun in Bestrebungen der USA in Japan und in Südostasien ein. Ryoichi Sasakawa finanzierte mit seinem Freund Kodama die Liberaldemokratische Partei und beeinflusste die Wahl der Premierminister Sato 1964 und Kakuei Tanaka 1972. 1954 schloss er sich der Butoku kai an. Dieser militaristischen Vereinigung gehörten auch der frühere Mitsubishi-Direktor und Premierminister Yoshida Shigeru an. Ebenso unterstützte er antikommunistische Organisationen wie Nihon Goyu Renmei, eine Gruppe von Veteranen des Zweiten Weltkriegs, und die Zen-ai-Kaigi-Föderation (Philippe Pons, «Japon, La richissime fondation Sasakawa est mise en cause par le Parlement», Le Monde daily, 15.6.1994). 1959 wurde er dank des Haft-Kameraden Nobusuke Kishi zum Präsident der Federation of Boat Races Organizers ernannt, die dem Verkehrsministerium unterstellt war.
Sasakawa ermutigte 1963 als Hauptberater von Reverend Sun Myung Moon die Vereinigungs-Kirche (Moon-Sekte) zur Expansion. Mit Moon und Chang Kai Chek gründete er die Antikommunistische Weltliga (WALC), die aus der Fusion der Antikommunistischen Liga Asiatischer Völker (APALC) und des Antibolschewistischen Nationenblocks (ABN) hervorging. Die WALC brachte extremistische Fraktionen der Geheimdienste der USA, Südkoreas und Taiwans zusammen und stand hinter mehreren Militär-Interventionen. Sasakawa ermöglichte den Putsch gegen Indonesiens Führer Sukarno und unterstützte den philippinischen Diktator Marcos durch eine Vereinigung für gegenseitige Hilfe [Jeffrey M. Bale, “Privatising covert action: the case of the Unification church”, Lobster, May, 1991].
Mit Hilfe von US-Behörden investierte er Teile seines Vermögens in eine Stiftung. Er, der stolz darauf war, «der reichste Faschist der Welt» zu sein, erhielt den Helen Keller International Award, den Linus Pauling for Humanitarianism und die von den UN verliehene Friedensmedaille.
1978 überwies seine Schiffbaustiftung 500.000 $ an die UN und 1979 1.000.000 $ an die UNESCO. Der Sasakawa-Clan (Ryōichi und die drei Söhne) versuchten – wie es der CIA-Bericht von 1946 darlegte – Organisationen, die Spenden annahmen, zu kontrollieren: 1999, als die Wahl eines ägyptischen Anwalts in der UNESCO feststand, stimmten Vertreter Afrikas dagegen und für den Japaner Matsuura. 1993 und 1996 zeigten zwei interne Berichte der UN Unregelmäßigkeiten bei der Wahl eines anderen Japaners mit wenig Skrupeln, Hiroshi Nakajima, an die Spitze der Weltgesundheitsorganisation (WHO) [Thierry Meyssan: «Le bon docteur Nakajima», Exit le journal, 12.2.1994, Serge Garde, «L’odeur du Yen», L’Humanité, 8.10.2002.] Nakajima errichtete als Anerkennung eine Statue seines Wohltäters Sasakawa in der Lobby der WHO in Genf. Die japanische Stiftung übergab der WHO 1996 10 Millionen Dollar für ein Programm zur Lepra-Bekämpfung [«Organisation mondiale de la santé, scandales et gabegie», (World Health Organization, scandals and deception) Le Point French magazine, No.1334, 11.4.1998].
Sasakawa behauptete,  eine acht Millionen Mann starke Armee anzuführen. Seine Karate- und Säbeltanzvereine umfassten mehr als 3.500.000 Mitglieder. Er leitete neofaschistische Gruppen wie die Internationale Föderation für den Sieg über den Kommunismus (IFFVOC) mit 160.000 Mitgliedern. Er und sein Freund Kodama lösten Konflikte zwischen größeren rivalisierenden mafiösen Banden [Fabrizio Calvi, Olivier Schmidt: «Intelligences secrètes, Annales de l’espionnage» (Secret Intelligence, espionage records), Hachette, Frankreich, 1988, p. 261–262].